# Sebastián Badilla
Sebastián Andrés Badilla Castro (Santiago, 18 de octubre de 1991) es un dramaturgo , director de cine, guionista, escritor , productor y actor chileno. Es conocido por  haber protagonizado, escrito y producido las películas chilenas El limpiapiscinas (2011), El babysitter (2013), Mamá ya crecí (2014), Maldito amor (2014), No quiero ser tu hermano (2019), Eternamente adolescente (2023) y la película argentina Como si fuéramos solo amigos (2024).

## Biografía
Nació un 18 de octubre de 1991 en la ciudad de Santiago de Chile. Con solo 12 años escribió, produjo, protagonizó y dirigió su primer cortometraje, Rescate Express, el cual contó con la actuación del director y comediante chileno Eduardo Ravani, conocido por ser el creador y protagonista del programa humoristico Jappening con Ja. Desde ese entonces Ravani apareció regularmente como actor invitado en la filmografía de Badilla, como la película Mamá ya crecí (2014). Ravani tuvo su última actuación en cine un mes antes de su fallecimiento, en el rodaje de la novena película de Badilla, Noches de sol, de 2023. 
El 2011 estrenó su primer largometraje, el cual filmó a los 16 años. La película, titulada El Limpiapiscinas, fue protagonizada por Badilla y la actriz y cantante chilena Denise Rosenthal. Se convirtió en la comedia chilena más vista en cines de ese año.
Desde 2023 se encuentra radicado en Buenos Aires, Argentina junto a su esposa Mariana Bogado de nacionalidad argentina y el hijo de ambos, Vicente Badilla Bogado, quien cuenta con ambas nacionalidades argentina y chilena. 
En la actualidad se encuentra dedicado a la dramaturgia y a la producción de cine y teatro en la ciudad de Buenos Aires. 
Su décima película Como si fuéramos solo amigos, una comedia romántica que protagonizó junto a la actriz argentina Manuela Viale se estrenó el 5 de diciembre de 2024 en todos los cines de la Argentina. Badilla fue quien escribió la película y también fue productor ejecutivo. En julio de 2025 la película ganó el Premio del Público del Festival de Cine del Mar de Punta del Este en Uruguay.
Hizo su debut como dramaturgo escribiendo y creando la obra de teatro ¿Por qué no se van?, protagonizada por Bastián Bodenhöfer y Ximena Rivas, obra que  se convirtió en un éxito de taquilla desde su estreno el 9 de enero de 2024 en el Teatro San Ginés en Santiago de Chile continuando hasta el día de hoy en cartelera. Se ha desempeñado como dramaturgo,
actor y director de teatro durante el 2024 en Buenos Aires con sus obras La novia de mi mejor amigo, Fiebre adolescente y ¿Me estás jodiendo? con Leisla Nahir, esta última en el teatro Pablo Picasso del Paseo La Plaza en Calle Corrientes de Buenos Aires Argentina. 
Desde enero a junio de 2025 estuvo en la cartelera teatral de la Calle Corrientes en Buenos Aires con su más reciente obra de teatro Nadie se atreva a tocar a mi vieja donde ofició como director, autor, productor ejecutivo y fue uno de los protagonistas junto a las actrices argentinas Adriana Salgueiro y Michelle Masson.
Durante el verano 2025 escribió y realizó su onceava película. Nuevamente en la ciudad de Buenos Aires, la comedia 
Volver a los 17, protagonizada por él mismo junto a las actrices argentinas Manuela Viale, Caro Domenech y Michelle Masson. La película tiene fecha de estreno para la Primavera del mismo año en todos los cines de Argentina.
Recurrentemente en las películas de Sebastián Badilla suelen aparecer  personajes interpretados por Fernando Larraín, Pablo Schwarz, Rodrigo Bastidas, Eduardo Ravani, Gonzalo Badilla, Iñaki Fermandois, Dayana Amigo, José Browne Bezanilla, Felipe Avello, Begoña Pessis, Max Müller y Bruno Rondini

## Filmografía

### Televisión
| Año  | Título   | Personaje | Canal |
| ---- | -------- | --------- | ----- |
| 2013 | El nuevo | Vicuña    | TVN   |

### Cine
| Año  | Título                             | Actor | Director | Guionista | Productor           | Personaje                     | Notas                                                                         |
| ---- | ---------------------------------- | ----- | -------- | --------- | ------------------- | ----------------------------- | ----------------------------------------------------------------------------- |
| 2010 | Mitos y leyendas: La nueva alianza | Sí    | No       | No        | No                  | Gordon                        |                                                                               |
| 2011 | El limpiapiscinas                  | Sí    | No       | Sí        | Sí                  | Gustavo Ortiz                 | Coescrita con José Luis Guridi                                                |
| 2013 | El babysitter                      | Sí    | Sí       | Sí        | Productor ejecutivo | Emilio Ortiz                  | Codirigida con Gonzalo Badilla                                                |
| 2014 | Mamá ya crecí                      | Sí    | Sí       | Sí        | Sí                  | Gerardo                       | Codirigida y coescrita con Gonzalo Badilla; También productor ejecutivo       |
| 2014 | Maldito amor                       | Sí    | Sí       | Sí        | Sí                  | Arturo Ortiz                  | Codirigida y coescrita con Gonzalo Badilla; También productor ejecutivo       |
| 2019 | No quiero ser tu hermano           | Sí    | No       | Sí        | Sí                  | Caco                          | Coescrita con Gonzalo Badilla                                                 |
| 2020 | Consuegros                         | Sí    | No       | No        | No                  |                               |                                                                               |
| 2021 | Algo así como una historia de amor | Sí    | No       | Sí        | Sí                  | Cameo                         | Coescrita con Gonzalo Badilla                                                 |
| 2023 | Eternamente adolescente            | Sí    | Sí       | Sí        | Sí                  | Pablo Silva                   | Coescrita con Gonzalo Badilla                                                 |
| 2024 | Noches de Sol                      | Sí    | Sí       | Sí        | Sí                  | Diego Ortiz                   | Coescrita con Gonzalo Badilla                                                 |
| 2024 | Como Si Fuéramos Solo Amigos       | Sí    | Sí       | Sí        | Sí Jorge Ortíz      | Creada y Escrita en solitario | Protagonizada por Sebastián Badilla y Manuela Viale en Buenos Aires Argentina |

|-
|2025
|Volver a los 17
| Sí
| Sí
| Sí
| Sí
Pipe Ortíz 
|Creada y Escrita en solitario
|Protagonizada por Sebastián Badilla, Manuela Viale y Caro Domenech en Buenos Aires Argentina
|

### Cortometrajes
| Año  | Título                 | Actor | Director | Guionista | Productor           | Personaje      | Notas                                            |
| ---- | ---------------------- | ----- | -------- | --------- | ------------------- | -------------- | ------------------------------------------------ |
| 2008 | Repitente              | Sí    | Sí       | Sí        | Sí                  | Andrés Ortiz   | Coescrita con Felipe Avello                      |
| 2008 | Virginidad Sangrienta  | Sí    | Sí       | Sí        | No                  |                | Coescrita con Felipe Avello                      |
| 2009 | Repitente II           | Sí    | Sí       | Sí        | Sí                  | Andrés Ortiz   | Coescrita con Felipe Avello                      |
| 2009 | La Vaca Atada          | Sí    | No       | No        | No                  | Escolar        |                                                  |
| 2011 | Scrim                  | Sí    | Sí       | Sí        | Sí                  | Mujer chillona | Versión extendida de 4 minutos estrenada en 2016 |
| 2015 | Don't Answer the Phone | Sí    | No       | Sí        | Productor ejecutivo | Sebastián      | Coescrita con Gonzalo Badilla                    |

## Críticas
Badilla ha sido objeto de críticas por un sector del público así como por críticos de cine. Por su parte, Badilla se ha defendido diciendo: 

Yo sé que por mis películas he sido objeto de críticas y que para muchos cineastas mis filmes son considerados bobos, pero siento que la invitación del Festival de Sitges viene a reafirmar el trabajo que estoy haciendo, que apunta a otro género. 